# Jahrtausend
Als Jahrtausend (abgekürzt Jt., Jtd., Jtsd. oder Jahrt.) oder Millennium (von lat. mille ‚tausend‘ und annus ‚Jahr‘) bezeichnet man eine Zeitspanne von eintausend Jahren.
Da die christliche Zeitrechnung kein Jahr null kennt, begann das erste Jahrtausend christlicher Zeitrechnung mit dem 1. Januar im Jahr 1 und endete nach genau tausend Jahren mit Ablauf des 31. Dezember im Jahr 1000. Entsprechend begann das zweite Jahrtausend am 1. Januar 1001 und endete mit Ablauf des 31. Dezember 2000. Das dritte Jahrtausend begann am 1. Januar 2001 und wird mit Ablauf des 31. Dezember 3000 enden. Entsprechend gilt für die Zeit vor Christi Geburt: Das erste Jahrtausend v. Chr. begann mit dem 1. Januar im Jahr 1000 v. Chr. und endete mit dem 31. Dezember im Jahr 1 v. Chr. etc. 